# Freeganismo
O freeganismo é um estilo de vida alternativo baseado no boicote ao consumo. A palavra freeganismo surgiu da junção das palavras em inglês vegan e free, pois a ideia freegan surgiu do veganismo, onde evitam-se impactos ambientais, mas expandindo isto com o anarquismo, ao boicotar também tudo o que gera custos humanos. Desta forma, a curto prazo, o freeganismo propõe reaproveitar alimentos e objetos descartados pela sociedade de consumo, reduzindo o desperdício gerado por ele; a longo prazo, propõe que o movimento seja o produtor de seus próprios meios de sobrevivência.
Assim, os freegans buscam construir autonomia, vasculhando em vez de comprar, fazendo voluntariado em vez de trabalhar, fazendo okupa em vez de alugar, e coletando comida no lixo em vez de adquiri-la. Isto faz com que a maior parte dos freegans habite grandes cidades, onde o lixo é abundante e rico, como em Nova Iorque, a "capital freegan". Uma prática comum entre os freegans é o mergulho no lixo, de onde eles obtêm móveis, roupas, utensílios e comida.
É um movimento de meados da década de 1990, derivado, além do veganismo, da subcultura da Grande Depressão, dos movimentos antiglobalização da década de 1960 e do movimento antiguerra e antiglobalização Food Not Bombs da década de 1980, onde se recuperavam alimentos para alimentar vegetarianamente os que tinham fome. É influenciado pelo anarcoprimitivismo que, para grandes críticos e, por pura práxis, é sinônimo do comunismo em tese, e por outras ideologias que visam o fim do industrialismo e o retorno ao natural..

## Práticas

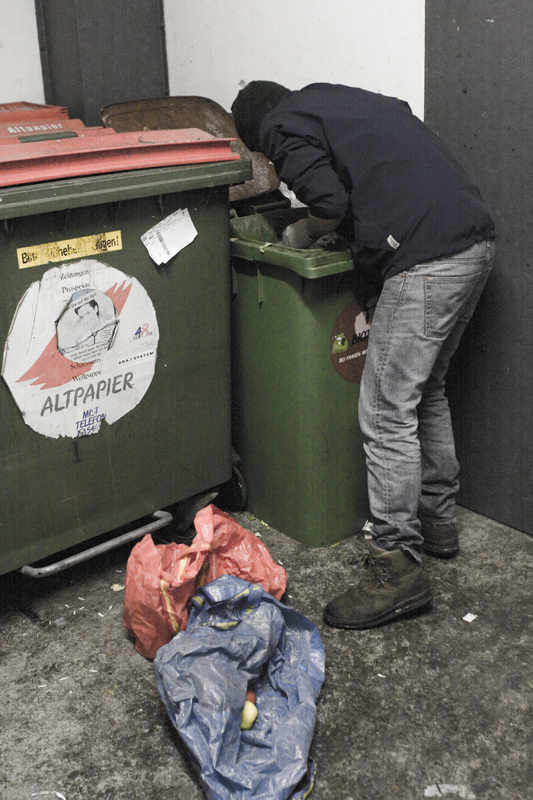
Um freegan realizando o dumpster diving, mergulho na lixeira ou garimpo urbano.

- Garimpo urbano: os freegans conseguem, graças à sociedade atual, viver a partir do que é descartado no lixo por outras pessoas.[2][3] A obtenção ocorre por meio do garimpo urbano, onde o lixo de lojas, residências, escritórios e outras construções é remexido em busca de coisas úteis;[2]

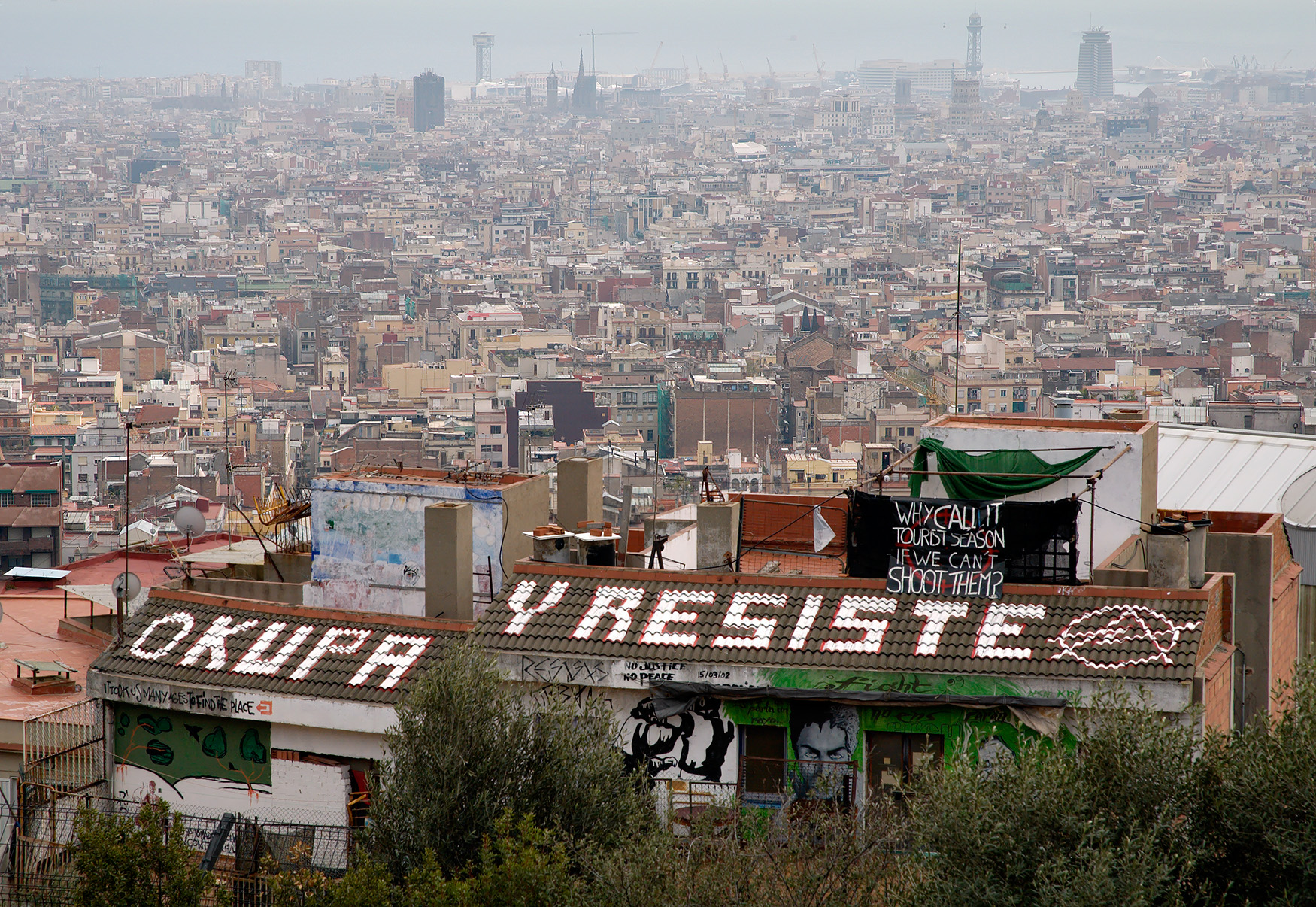
Uma okupa em Barcelona.

- Okupas ou squats: os freegans crêem que moradia é um direito, não um privilégio, e que não é justo mercantilizar algo necessário à sobrevivência humana.[2][3] Por isto, propõem a ocupação de moradias urbanas abandonadas e a transformação de terrenos baldios em hortas urbanas comunitárias;[3]
- Desemprego voluntário: segundo os freegans, trabalhar é uma troca da liberdade pela submissão a um sistema destruidor.[2] Por meio do garimpo urbano e das okupas, a quantidade de trabalho necessário aos freegans para que vivam é reduzida drasticamente ou totalmente;[2]
- Transporte ecológico: os freegans, para evitar os impactos ambientais e sociais dos automóveis e das rodovias, não utilizam meios de transporte poluentes;[2]
- Coletivização e trocas de recursos: visa evitar o descarte de itens, enquanto o garimpo urbano visa obter itens descartados. Por meio da coletivização e das trocas, os freegans conseguem se ajudar;[2]
- Retorno ao natural: os freegans se interessam em evitar a perda da valorização dos ciclos da vida e das estações do ano e por isto buscam aprender a se alimentar sem supermercados e curar-se  sem remédios, por meio da familiarização com as plantas circundantes.[2] Outros vão além e se mudam para locais afastados onde constroem comunidades;[2]